# José María Córdova

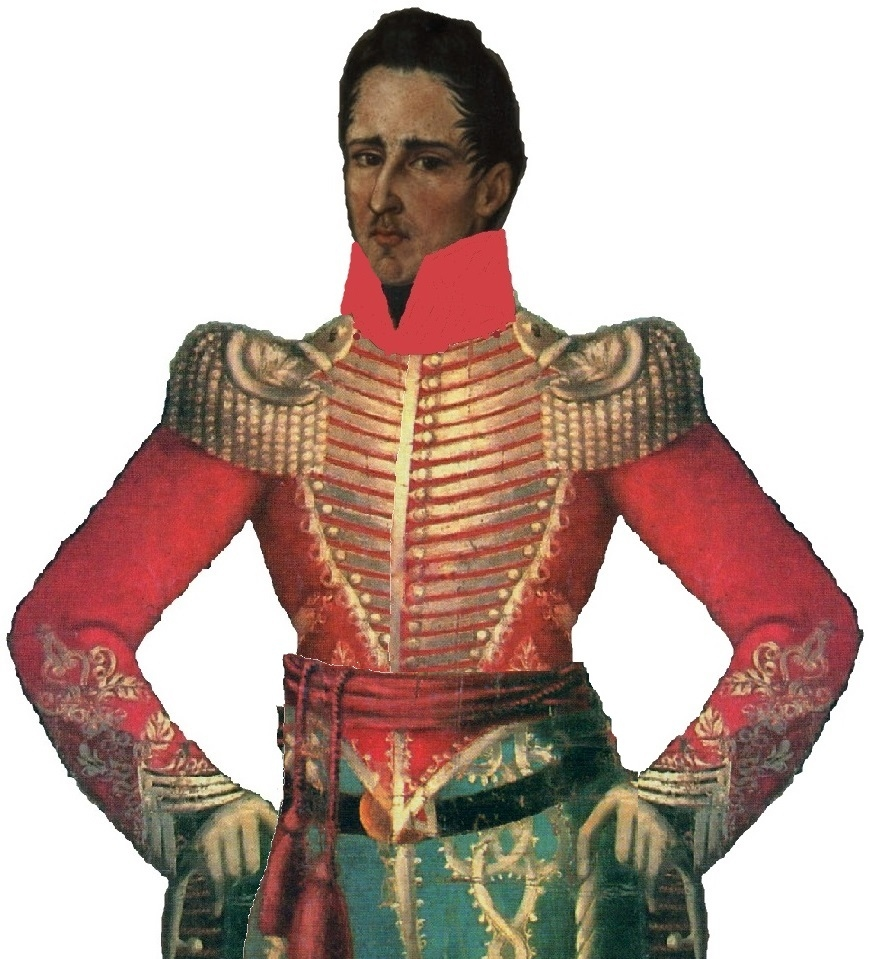
José María Córdova bär den röda krigsklädan, för att införa terror i fienden och att dölja blodet, bar José María Córdova den dagen han kämpade i Slaget vid El Santuario den 17 oktober 1829.

José María Córdova, född 8 september 1799, död 17 oktober 1829, var en colombiansk general.
Córdova var en av Simón Bolívars främsta medhjälpare i Latinamerikanska självständighetskrigen och vann flera segrar. Efter en brytning med Bolívar startade Córdova ett uppror i provinsen Antioquia men besegrades och stupade.